# Päronbuckla
Päronbuckla (Taphrina bullata) är en svampart som först beskrevs av Berk. & Broome, och fick sitt nu gällande namn av Louis René Tulasne 1866. Päronbuckla ingår i släktet Taphrina och familjen häxkvastsvampar.  Arten är reproducerande i Sverige. Inga underarter finns listade i Catalogue of Life.